# Phyllognathus
Phyllognathus — род пластинчатоусых жуков.

## Описание
Мандибулы с ровным наружным краем. Голова самцов с рогом, переднеспинка с выемкой посередине, у самок без неё.

## Систематика
В составе рода:
- Phyllognathus brumeisteri Arrow, 1911
- Phyllognathus carnei Allsopp, 1990
- Phyllognathus dionysius (Fabricius, 1792)
- Phyllognathus excavatus (Forster, 1771)